# No Innocent Victim
No Innocent Victim, ou N.I.V., est un groupe de punk hardcore chrétien américain, originaire de San Diego, en Californie.

## Biographie
Le groupe est formé en 1992 à San Diego, en Californie. Ils sortent deux albums à succès sur le marché puis tournent avec le groupe Agnostic Front. En 1998, ils signent sur Victory Records et enregistrent Flesh and Blood reconnu par beaucoup comme leur album référence, qui les représente le plus. Ils ont beaucoup tourné aux États-Unis, en Europe et au Japon avec des groupes comme Agnostic Front, U.S. Bombs, Terror, Hatebreed.
Ils publient Tipping the Scales en 2001, et se séparent l'année suivante, en 2002,. Ils se reforment en 2004, et recrutent en 2005 les anciens membres de xDisciplex A.D., Dave Quiggle à la guitare et Neil Hartman à la basse respectivement, signé au label Facedown Records, et publient leur cinquième album To Burn Again,.

## Membres

### Membres actuels
- Jason Moody - chant (depuis 1992)
- Tim Mason - guitare (depuis 2000)
- Dave Quiggle - guitare (depuis 2005)
- Neil Hartman - basse (depuis 2005)
- Jason Dunn - batterie (depuis 1996)

### Anciens membres
- Kurt Love - batterie (1992–1996)
- Judd Morgan - basse (1996–1998)
- Corey Edelmann - guitare (1995–2000, 2004–2005)
- Kyle Fisher - basse (1996–2002, 2004)
- Chris Beckett - guitare (1992–1995)
- John Harbert - basse (1992-1996)
- Nate Jarrell - guitare (en concert)
- Truxton Meadows - chant, guitare (1992)
- Chris Rapier- guitare (1992–1995)
- Tom Stretton (en concert à l'Église Oasis de Redlands) (2002)

## Discographie
- 1993 : Demo
- 1995 : Strength
- 1997 : No Compromise
- 1998 : No Innocent Victim / Phanatik split 7
- 1998 : Self Titled
- 1999 : The Crazy Engler Brothers
- 1999 : Flesh and Blood
- 2001 : Tipping the Scales
- 2005 : To Burn Again